# Fossil Group
Fossil Group, Inc. (укр. Фоссіл Груп) — американська компанія з пошиття ти дизайну одягу, заснована, у 1984 році Томом Картсотісом та базується в Річардсоні, штат Техас. Серед брендів компанії такі: Fossil, Relic, Michele Watch, Skagen Denmark, Misfit, WSI та Zodiac Watches. Fossil також виготовляє ліцензовані аксесуари для таких брендів, як BMW, Puma, Emporio Armani, Michael Kors, DKNY, Diesel, Kate Spade New York, Tory Burch, Chaps та Armani Exchange.
Коста Картсотіс, брат Тома Карцотіса, володіє приблизно 12,5 % акцій компанії. Назва компанії — це прізвисько, яке брати колись дали своєму батькові.

## Історія компанії
Fossil була заснована в 1984 році як Overseas Products International Томом Картсотісом, колишнім студентом Техаського університету A&M, який проживав у Далласі за пропозицією його старшого брата Кости Картсотіса. Коста розповів своєму молодшому братові про потенційний великий прибуток, який можна отримати від імпорту роздрібних товарів, виготовлених на Далекому Сході, зокрема, від імпорту модних годинників із помірними цінами. Їхнім основним продуктом були модні годинники з ретро-виглядом. У 1990 році вони почали виготовляти шкіряні вироби під брендом Fossil та лінійку годинників Relic.
Первинне публічне розміщення акцій Fossil відбулось у 1993 р..
Fossil придбав у 2001 році швейцарський бренд годинників Zodiac Watches, який працював з 1882 року.
У 2004 році Fossil купив іншого швейцарського виробника годинників Michele у 2004 році.
У грудні 2007 року Fossil викупив мережу Watch Station International у Luxottica/Sunglass Hut.
Fossil має дизайнерські студії в Білі, Швейцарія, неподалік від Rolex, а також виробничі потужності в Китаї та дистрибуційні центри в Далласі, Німеччині та Азії.
У 2012 році Fossil, Inc. погодилася придбати компанію Skagen Designs, Ltd. та деяких її партнерів за 225 мільйонів доларів готівкою та 150 000 акцій Fossil. Загальна вартість, яку сплатила Fossil, склала приблизно 236,8 млн доларів.
На початку 2013 року компанія Fossil представила свою висококласну та дорожчу лінійку годинників «Fossil Swiss», що виготовляються у Швейцарії.
У листопаді 2015 року Fossil придбав Misfit за 260 млн доларів.